# 内田九州男
内田 九州男（うちだ くすお、1945年12月20日 -  ）は、日本の歴史学者、愛媛大学名誉教授。
1945年、宮崎県生まれ。1968年、京都大学文学部国史学科卒業、部落問題研究所研究員。1969年、大坂城天守閣学芸員、1987年、同主任学芸員。1992年、愛媛大学法文学部教授。2005年 定年退官、名誉教授。

## 著書
- 『伊予の近世史を考える』（創風社出版、2002年）

### 共編著
- 『道頓堀非人関係文書』（岡本良一共編、清文堂出版、1974年）
- 『大阪城ガイド』（渡辺武・中村博司共著、保育社、カラーブックス、1983年）
- 『写真太閤記』（渡辺武・中村博司共著、保育社、カラーブックス、1983年）
- 『幕末維新京都町人日記 高木在中日記』（島野三千穂共編、清文堂出版、1989年）
- 『悲田院文書』（岡本良一共編、清文堂、1989年）
- 『愛媛県の歴史』（寺内浩・川岡勉・矢野達雄共著、山川出版社、県史、2003年）
- 『道修町三丁目丁代日誌』（編・大阪市史料調査会、2004年）
- 『伊予松山と宇和島道』街道の日本史（川岡勉共編、吉川弘文館、2005年）
- 『愛媛県の不思議事典』（武智利博・寺内浩共編、新人物往来社、2009年、「愛媛県謎解き散歩」、新人物文庫）
- 『ふるさと松山 松山市制施行120周年記念写真集 ふるさと決定版写真集 保存版』（監修・郷土出版社、2010年）

## 論文
- CiNii>内田九州男